# Finschia ferruginiflora
Finschia ferruginiflora är en tvåhjärtbladig växtart som beskrevs av Cyril Tenison White. Finschia ferruginiflora ingår i släktet Finschia och familjen Proteaceae. Inga underarter finns listade i Catalogue of Life.